# شهر دشت حلقه
شهر دشت حلقه (دشت قلعه) مربوط به دوره اشکانیان - دوره ساسانیان است و در شهرستان مینو دشت، روستای دشت حلقه واقع شده و این اثر در تاریخ ۲۹ دی ۱۳۵۳ با شمارهٔ ثبت ۱۰۱۷ به‌عنوان یکی از آثار ملی ایران به ثبت رسیده است.